# Pterostigma

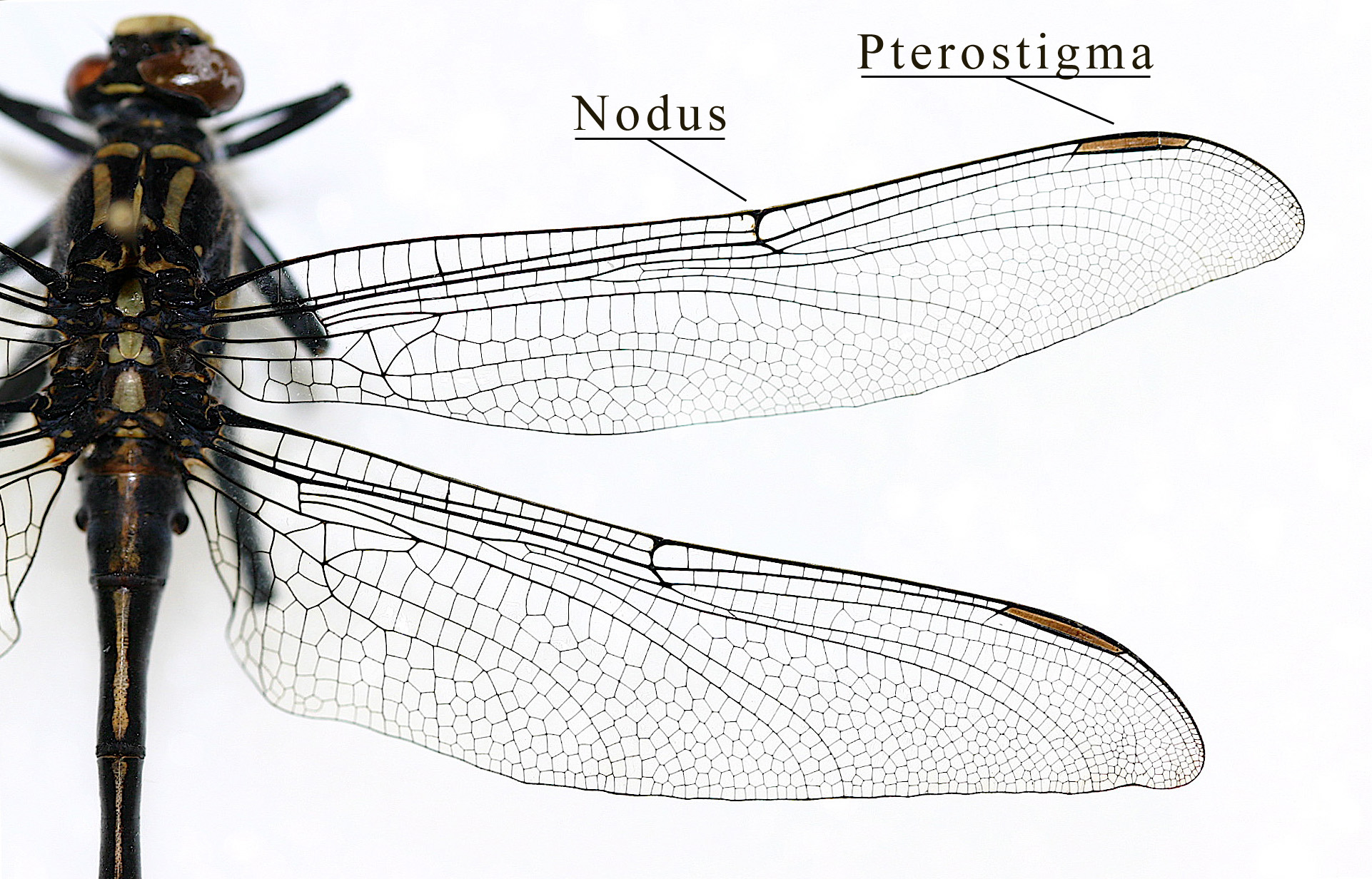
Ales d'un exemplar de la família Gomphidae

El pterostigma és una cel·la situada a la part exterior superior de les ales d'alguns insectes voladors, normalment acolorida. És molt conegut entre els odonats, però també en presenten espècies de rafidiòpters, himenòpters, neuròpters i megalòpters.
El pes que aporta el pterostigma en aquesta part de l'ala fa que l'insecte pugui planejar més eficientment. A altes velocitats ajuden a mantenir el control; la seva absència implica més lentitud, ja que les vibracions de les ales es tornen incontrolables i obliguen aletejar. Estudis realitzats a uns odonats, s'ha demostrat que fa incrementar un 10-25% la velocitat del planatge.